# 1901 en droit
Cet article présente les faits marquants de l'année 1901 en droit.

## Naissances
- 19 août : René Capitant, homme politique et juriste français († le 23 mai 1970 à La Tronche en Isère)